# Herwig Mitteregger
Herwig Rudolf Mitteregger (* 6. September 1953 in Mautern in Steiermark) ist ein österreichisch-deutscher Schlagzeuger, Sänger, Komponist und Produzent. Die deutsche Staatsbürgerschaft besitzt er seit 1992, nachdem er bereits seit seinem 7. Lebensjahr in Deutschland gelebt hatte.

## Jugend und Ausbildung
Herwig Mitteregger wurde in Österreich geboren, seine Familie zog jedoch bereits früh nach Ratingen, wo er das Innenstadtgymnasium besuchte. Nach der Schulausbildung studierte er ab 1972 Schlagzeug und Klavier am Duisburger Institut der Folkwang-Hochschule (heute Folkwang Universität der Künste) und ab 1974 an der Staatlichen Hochschule für Musik und darstellende Kunst in Hamburg (heute Hochschule für Musik und Theater Hamburg).

## Musikalisches Wirken
1976 stieg er bei der Berliner Band Lokomotive Kreuzberg als Schlagzeuger und Perkussionist ein. Nach deren Auflösung im Folgejahr spielte er 1978 und 1979 mit der Nina Hagen Band zwei deutschsprachige, international erfolgreiche Alben ein. Da die vier Musiker (Herwig Mitteregger, Reinhold Heil, Manfred Praeker und Bernhard Potschka) sich mit der Sängerin Nina Hagen überwarfen, wurde das bereits vertraglich vereinbarte zweite Album Unbehagen zunächst instrumental eingespielt. Anschließend wurde Hagens Gesang in Abwesenheit der Musiker aufgenommen.
Nach dem endgültigen Bruch mit Nina Hagen gründeten die vier Musiker die West-Berliner Rockband Spliff (Synonym für Joint), in der Mitteregger Songs schrieb, Schlagzeug spielte und sang. Spliff veröffentlichte von 1980 bis 1984 vier Alben, darunter die als Rockoper aufgeführte The Spliff Radio Show mit Alf Klimek, Rik De Lisle und zwei weiteren Sängerinnen; außerdem das nach seiner Bestellnummer benannte Album 85555, das Spliff deutschlandweiten Erfolg bescherte und auch als englischsprachige Ausgabe erschien. Es folgte das Album Herzlichen Glückwunsch.
Bereits vor der Auflösung der Band veröffentlichte Mitteregger 1983 sein erstes Soloalbum Kein Mut – kein Mädchen, das er komponiert, getextet, produziert, eingespielt und eingesungen hatte. Mit der Band wurden noch der Soundtrack zum Film Baby von Uwe Friesner, die Musik zum Schimanski-Tatort Zweierlei Blut sowie das vierte Album Schwarz auf Weiß eingespielt. Eine für 1986 geplante fünfte Spliff-LP wurde aufgrund von Soloprojekten verworfen; die vier Mitglieder trennten sich nach der Abschiedstournee Ende 1984, wenngleich das Ende der Band nie offiziell verkündet wurde. Seitdem veröffentlichte Mitteregger, der sich bald in Spanien niederließ und dort ein Tonstudio einrichtete, bis 1997 fünf weitere Alben, auf denen verschiedene Musiker mitspielten. 1985 war die Single Immer mehr erfolgreich.
Noch zu Spliff-Zeiten hatte der Multiinstrumentalist damit begonnen, auch andere Künstler zu produzieren. Seit 1980 zeichnete er unter anderem für Alben von Ulla Meinecke, Manfred Maurenbrecher, Sternhagel, Michael Fitz und Cosa Rosa verantwortlich bzw. wirkte maßgeblich als Musiker darauf mit.
1986 trat er neben zahlreichen anderen Künstlern unentgeltlich beim Anti-WAAhnsinns-Festival gegen die geplante Wiederaufarbeitungsanlage Wackersdorf auf die Bühne. Seit 1999 scheiterten zwei Comeback-Versuche mit Spliff bereits im Vorfeld.
Nach 1997 arbeitete Mitteregger in Spanien hauptsächlich als Komponist, trat nur noch selten in Deutschland auf und gründete eine Familie. 1999 wurde er Vater eines Sohnes. Seit 2006 wohnt er mit Ehefrau und Sohn in Hamburg, wo er wieder aktiv an eigenen Projekten arbeitet.
Ende Mai 2008 erschien auf seinem eigens gegründeten Label Manoscrito Music das Album Insolito, mit dem er seinen Stil aus der Phase Mitte der 1990er Jahre weiterentwickelte. Im Juni 2009 folgte das Album Fandango, das auch eine neue Version des Spliff-Songs Notausgang enthielt. 2017 kam das Album Sol Mayor mit zwei Instrumentaltiteln auf den Markt. Am 1. Dezember 2021 veröffentlichte er digital das Album Im Moment mit 14 Instrumentalkompositionen und zwei Remakes der Titel Besser und April. Mitteregger zeigt sich hier vorwiegend als Keyboarder und Pianist und spielte alle Titel wie gewohnt im Alleingang ein.

## Diskografie

### Soloalben
- 1983: Kein Mut, kein Mädchen
- 1985: Immer mehr
- 1987: Jedesmal
- 1990: Mitteregger
- 1992: Wie im Leben
- 1993. Die besten Songs 1983–1993 (Digipak) (CD)
- 1997: Aus der Stille
- 2008: Insolito
- 2009: FanDango
- 2017: Sol Mayor
- 2021: Im Moment
- 2024: Im Moment 2

### Alben mit anderen Künstlern
- 1977: Lokomotive Kreuzberg – „Mountain Town“
- 1978: Bakmak – „Forward flight“
- 1978: Nina Hagen Band – „Nina Hagen Band“
- 1979: Nina Hagen Band – „Unbehagen“
- 1980: Spliff – „The Spliff Radio Show“
- 1980: Ulla Meinecke – „Überdosis Großstadt“
- 1981: Ulla Meinecke – „Nächtelang“
- 1982: Spliff – „85555“ (auch als International Version)
- 1982: Manfred Maurenbrecher – „Maurenbrecher“
- 1982: Spliff – „Herzlichen Glückwunsch“
- 1982: Sternhagel – „Sternhagel kommt“
- 1983: Manfred Maurenbrecher – „Feueralarm“
- 1983: Ulla Meinecke – „Wenn schon nicht für immer, dann wenigstens für ewig“
- 1984: Spliff – „Schwarz auf Weiß“
- 1985: Manfred Maurenbrecher – „Viel zu schön“
- 1986: „Schimanskis Tatort-Hits“ (vier Lieder von 1983; Sampler)
- 1988: Froon – „Froon“
- 1989: Michael Fitz – „Fitz“
- 1990: Spliff – „Spliff Remix“
- 1993: Spliff – „Alles Gute“ (Sampler, inklusive „Müller“)
- 1994: Lokomotive Kreuzberg – „Gesammelte Werke“
- 2010: Spliff – „Kult (30 Jahre Spliff Kult)“ (CD 1 Best of / CD 2 Remixe & Raritäten)

### Singles
- 1977: Lokomotive Kreuzberg – „Arbeitslos/Teddy Tex“
- 1978: Nina Hagen Band – „Aufm Bahnhof Zoo/Der Spinner“
- 1979: Nina Hagen Band – „Naturträne/Heiß“
- 1979: Nina Hagen Band – „TV-Glotzer (White punks on dope)/Heiß“
- 1979: Nina Hagen Band – „Unbeschreiblich weiblich/Der Spinner“
- 1979: Nina Hagen Band – „African Reggae/Wir leben immer… noch“ (verschiedene Ausgaben und B-Seiten; auch als Maxi)
- 1980: Nina Hagen Band – „Auf’m Rummel/Wenn ich ein Junge wär“
- 1980: Nina Hagen Band – „Herrmann hieß er/Wau wau“
- 1980: Nina Hagen Band – „My way/Alptraum/No way“ (auch als Maxi)
- 1980: Nina Hagen Band – „My way/Auf’m Bahnhof Zoo/Superboy“ (auch als Maxi)
- 1980: Spliff – „Jet set star/Cheap chicks“ (auch als Maxi)
- 1981: Spliff – „Rock’n’Roll refugee/Tooled fool“
- 1982: Spliff – „Heut’ nacht/Notausgang“ (auch als Maxi)
- 1982: Spliff – „Déjà vu/Müller/Jerusalem (live)“ (auch als Maxi)
- 1982: Spliff – „Carbonara/Duett komplett“ (auch als Maxi)
- 1982: Spliff – „Das Blech/Tag für Tag“ (auch als Maxi)
- 1982: Sternhagel – „Fahrrad fahr’n/Eskimo“
- 1983: Spliff – „Herzlichen Glückwunsch/Die Maurer“ (auch als Maxi)
- 1983: Spliff – „Augen zu/Es ist soweit“ (auch als Maxi)
- 1983: „Kalt wie ’n Stein/Du und ich“ (auch als Maxi)
- 1983: „So oder so/Rudi“
- 1983: „Rudi (12″ Special Mix)/Ocean“ (als Maxi)
- 1984: Spliff – „Telefon-Terror/Bahnhofshotel“ (auch als Maxi)
- 1984: Spliff – „Labyrinth“ (auch als Maxi)
- 1984: Spliff – „Radio/Der Clan“ (auch als Maxi)
- 1985: „Immer mehr (Maxi Version)/Irgendwie verliebt/Mein Klavier“ (als Maxi)
- 1987: „Blinder Passagier (Extended Version)/Blinder Passagier Reprise/Blinder Passagier (Single Version)“ (als Maxi)
- 1987: „Wo (Megamaniac Mix)/Wie am ersten Tag/Wo (Single Mix)“ (als Maxi)
- 1990: Spliff – „Déjà Vu (Remix '90)/Déjà Vu (Mosaic-Mix '90)/Déjà Vu (Original Version)“ (CD-Maxi)
- 1990: Spliff – „Carbonara (Remix)/Herzlichen Glückwunsch (RAF Mix)/Carbonara Remix (Radio Edit)/Carbonara (Original Version)“ (CD-Maxi)
- 1990: „Weg ins Glück (Extended Version)/Blues/Weg ins Glück (Radio Version)“ (CD Single)
- 1990: „Albatros (Extended Version)/Niederhein/Albatros (Single Edit)“ (CD Single)
- 1990: „Orkan (Extended Version)/Einmal noch/Orkan (Single Version)“ (CD Single)
- 1992: „Party (Ich glaub es geht los)/Wo ist das Geld (Radio Edit)/Die Nacht“ (CD Single)
- 1992: „April (Single Version)/Regen/April (Extended Version)“ (CD Single)
- 1992: „Wo ist das Geld (Radio Edit)/Wo ist das Geld (Blut + Schweiss + Tränen-Mix)/Nix los“ (CD Single)
- 1993: „Schöne Frauen/Sonntagnachmittag“ (CD Single)
- 1993: „Unterwegs (Radio Edit)/Kalt wie’n Stein/Wie am ersten Tag“ (CD Single)
- 1997: „Na-Nana-Na (Beat 4 Feet Mix)/Na-Nana-Na (HM Mix)/Na-Nana-Na (Album Version)“ (CD Single)
- 1997: „Kann Sein“ (CD Single)
- 2005: Mit Knutson – „Marie-Johanna“ (Coverversion von „Carbonara“)
- 2008: „Leicht“ (Radio-Single)

### Videoalben
- 2012: Nina Hagen Band – „Live At Rockpalast“ (enthält die Auftritte: Rockpalast 9. Dezember 1978 und Nina Hagen Rockpalast 28. August 1999)
- 2012: Spliff – „Live At Rockpalast“ (enthält die Auftritte: Rockpalast 20. Mai 1983 und Rockpop in Concert 19. Dezember 1981)